# JR東海リテイリング・プラス
株式会社JR東海リテイリング・プラス（ジェイアールとうかいリテイリング・プラス）は、愛知県名古屋市に本社を置く東海旅客鉄道（JR東海）の子会社である。

## 概要
東海キヨスクとジェイアール東海パッセンジャーズ（JRCP）が2023年10月1日付で合併し、設立されたものである。
事実上東海キヨスクの本社が存在した愛知県、JRCPの本社が存在した東京都の2本社制を採用している。

## 沿革
- 2023年
  - 4月19日 - JR東海が流通事業の再編を発表[6]。
  - 10月1日 - 東海キヨスク株式会社が株式会社ジェイアール東海パッセンジャーズを吸収合併し、株式会社JR東海リテイリング・プラスに商号変更[2]。
  - 10月31日 - 東海道新幹線のワゴン販売がこの日をもって終了[7]。
- 2024年11月29日 - 新業態「PLUSTA」の1号店が三島駅構内に開店[8]。
- 2025年3月28日 - 東京駅のギフトキヨスク東京がPLUSTAに、グランドキヨスク東京がPLUSTA Giftにリニューアル[9]。
- 2025年4月16日 - 東海道新幹線品川駅構内（コンコース）に新幹線グッズを扱う専門店のBLUE BULLET（ブルー バレット）がオープン[10]。

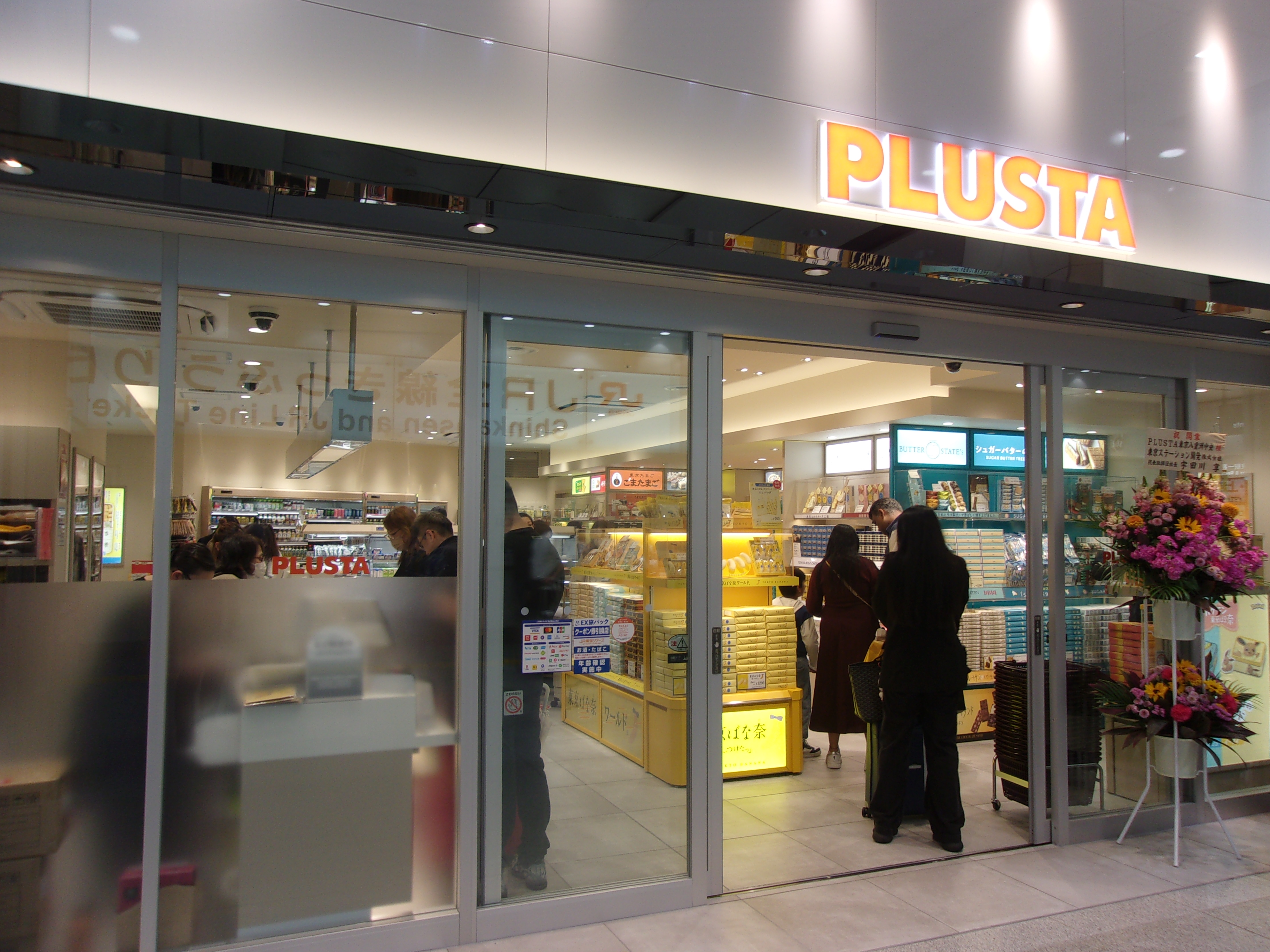
東京駅のPLUSTA
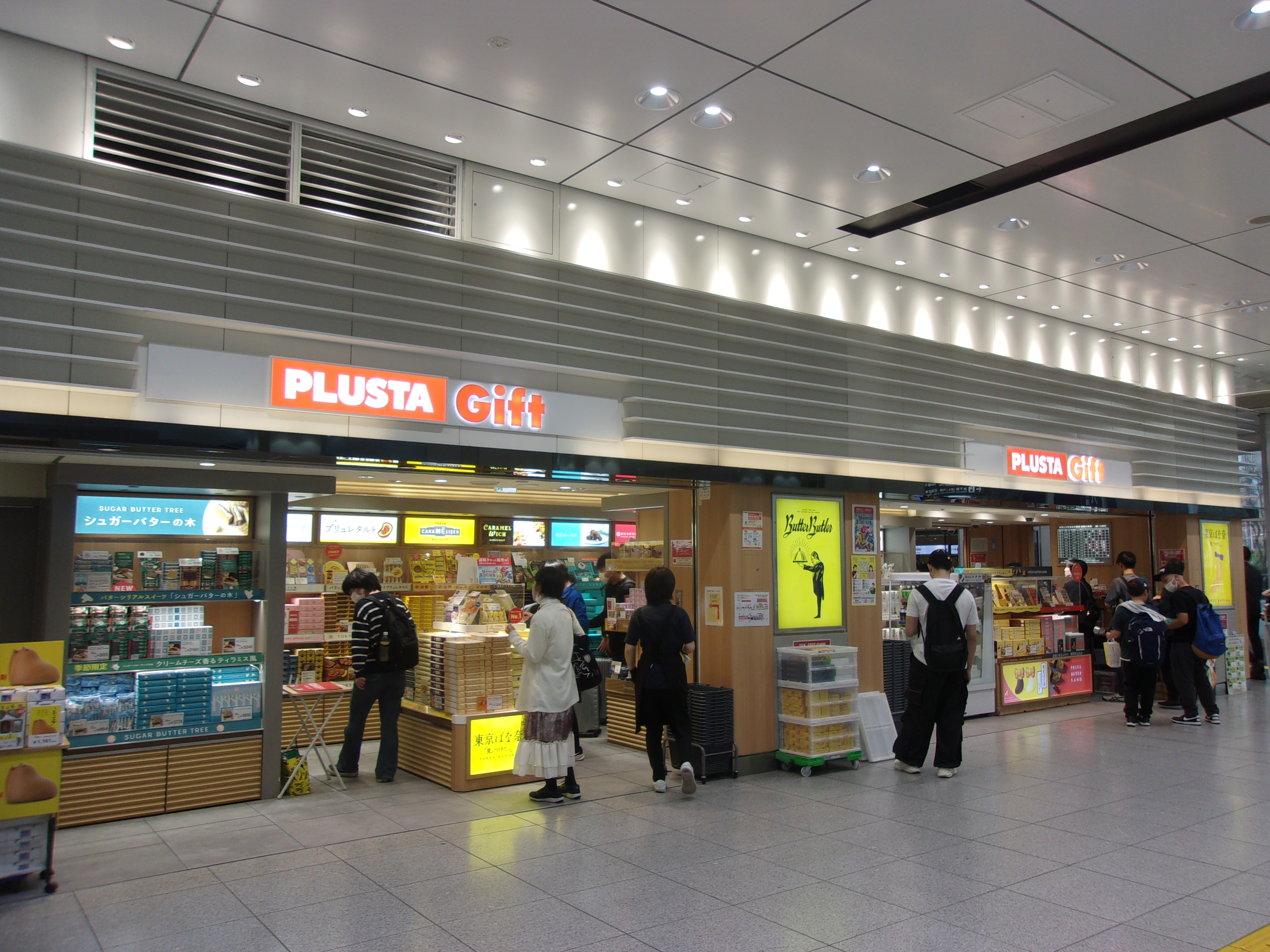
東京駅のPLUSTA Gift
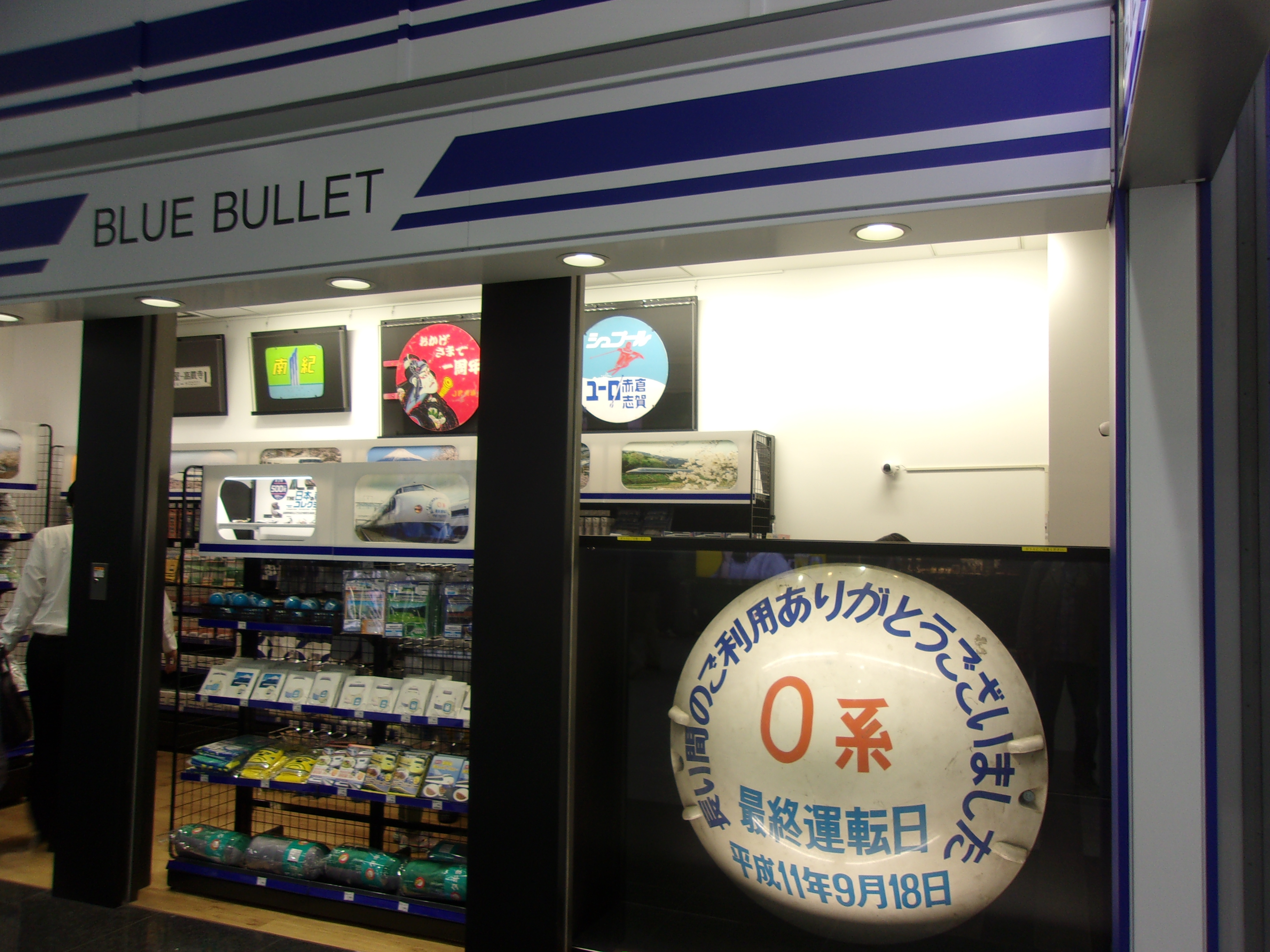
品川駅のBLUE BULLET

## 事業内容
- ストア事業
  - 東海キヨスクから事業承継した「Kiosk」・「Bellmart」、ならびにJRCPから事業承継した「DELICA STATION」・「PRECIOUS DELI」などを運営。
    - このうち、「GIFT KIOSK」・「GRAND KIOSK」・「DELICA STATION」は2024年より「PLUSTA」への転換が進められている[11]。
- 新幹線車内サービス事業
  - JRCPから事業承継した東海道新幹線の車内におけるグリーン車モバイルオーダーサービス[注釈 1]や車内巡回、緊急時などにおける乗客への対応。
- FC・ライセンス事業
  - 駅構内などにおけるスターバックス ・ユニクロ・スープストックトーキョーのフランチャイズ店舗運営。

- 飲食事業
  - 米’ｎ（東京駅）
  - スパイシーマサラ（京都駅）
  - caffe LAT.25°
  - GIOオーガニックカフェ（東京駅）
  - 住よし（名古屋駅）

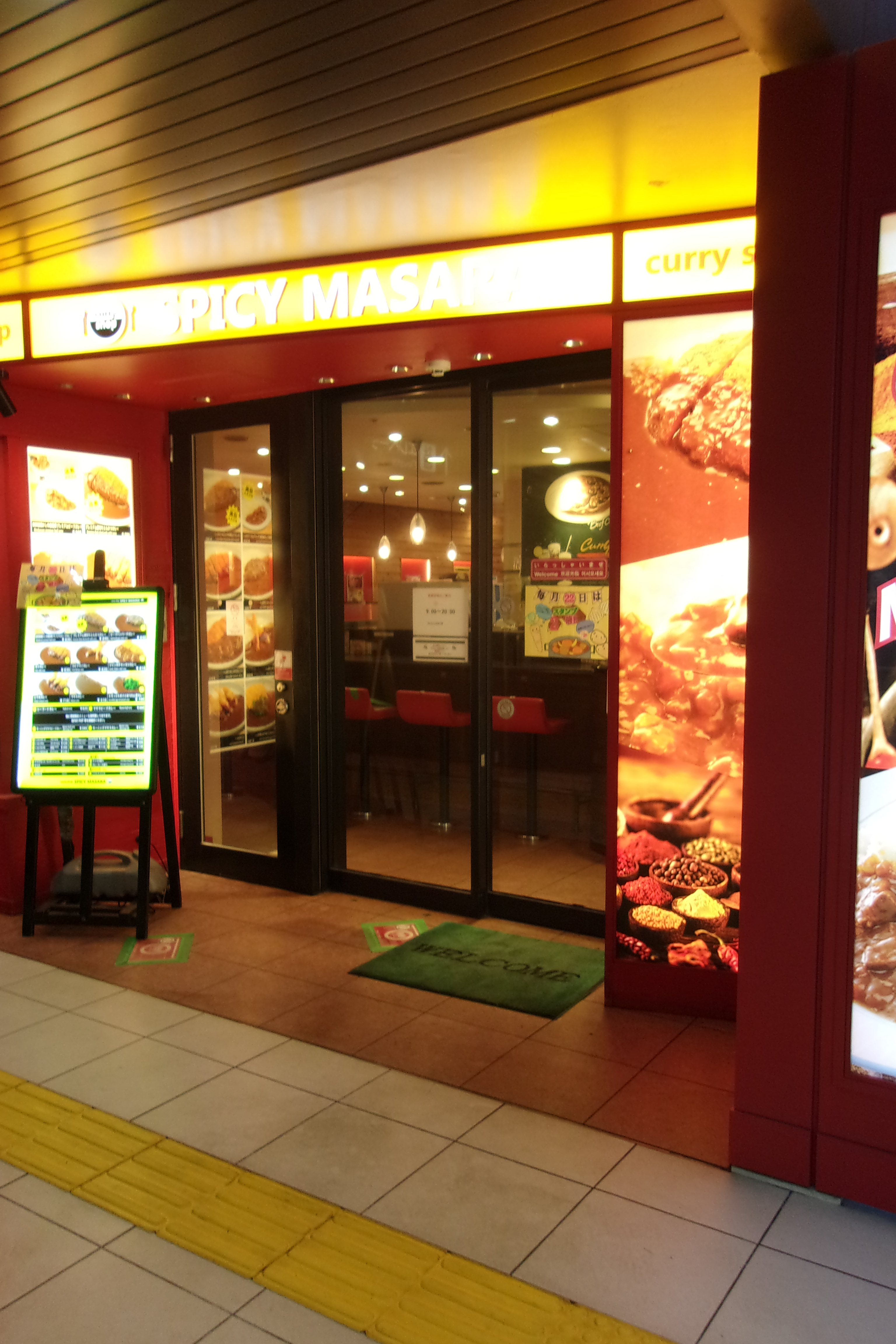
京都駅のスパイシーマサラ

  - RESTAURANT LUKE with SKY LOUNGE
- EC事業
  - 通販サイトClick! Kiosk・SANCHI COLOR・R-PLUS Online Shopの運営
- 製造事業
  - JR東海車内や駅構内の駅弁売店での弁当、おにぎり、サンドイッチなどの商品開発、製造
- 卸売事業
  - 飲料や酒類をはじめ、菓子や土産品、消耗品などを、駅内及び、駅周辺の小売・飲食店に配送
- 飲料製造事業
  - プライベートブランドとして、「旅茶房」（茶系飲料）、「Mont Fuji」（ミネラルウォーター）、「AROMA EXPRESS CAFE」（缶コーヒー）を展開していたが、2024年末に販売を終了した[12]。
- 自動販売機事業
  - JR東海の駅構内に設置された自動販売機の設置・管理